# Acacia frigescens
Acacia frigescens är en ärtväxtart som beskrevs av James Hamlyn Willis. Acacia frigescens ingår i släktet akacior, och familjen ärtväxter. Inga underarter finns listade i Catalogue of Life.